# Chrząstawa Wielka
Chrząstawa Wielka (niem. Klarenkranst, 1937–1945 Klarenwald) – wieś w Polsce położona w województwie dolnośląskim, w powiecie wrocławskim, w gminie Czernica.

## Podział administracyjny
W latach 1975–1998 miejscowość administracyjnie należała do województwa wrocławskiego.

## Nazwa
| Rok wzmianki w dokumentach | Nazwa                |
| -------------------------- | -------------------- |
| 1327                       | Chrastnow            |
| 1353                       | Krastnow sante Clare |
| 1540                       | agri circa Vidavia   |
| 1666                       | Clarenkranz          |
| 1845                       | Klarenkranst         |
| 1937                       | Klarenwald           |
| 1947                       | Chrząstawa Wielka    |

## Historia
Wieś istniała już w XIV wieku (pierwsza wzmianka z 1327 roku o lesie Chrastnow natomiast w 1336 już o wsi Crastow) i była własnością Henryka IV Probusa, a następnie Henryka V Grubego. 
Na początku XIV wieku osiadły tu klaryski z Wrocławia, do których wieś należała, aż do sekularyzacji dóbr zakonnych w roku 1810. 
Jeszcze w XVI wieku okolice te zamieszkiwała przede wszystkim ludność pochodzenia polskiego, natomiast w XVIII wieku stanowiła już zdecydowaną mniejszość. Po ogłoszeniu, w roku 1765 przez Fryderyka II Wielkiego, ustawy szkolnej doszło do szybkiego zniemczenia miejscowej ludności. 

## Koleje
W 1908 roku rozpoczęto budowę linii kolejowej łączącej Opole z Wrocławiem-Sołtysowicami, natomiast pierwszy pociąg dotarł do Chrząstawy Wielkiej w 1 maja 1912. 

## Zabytki

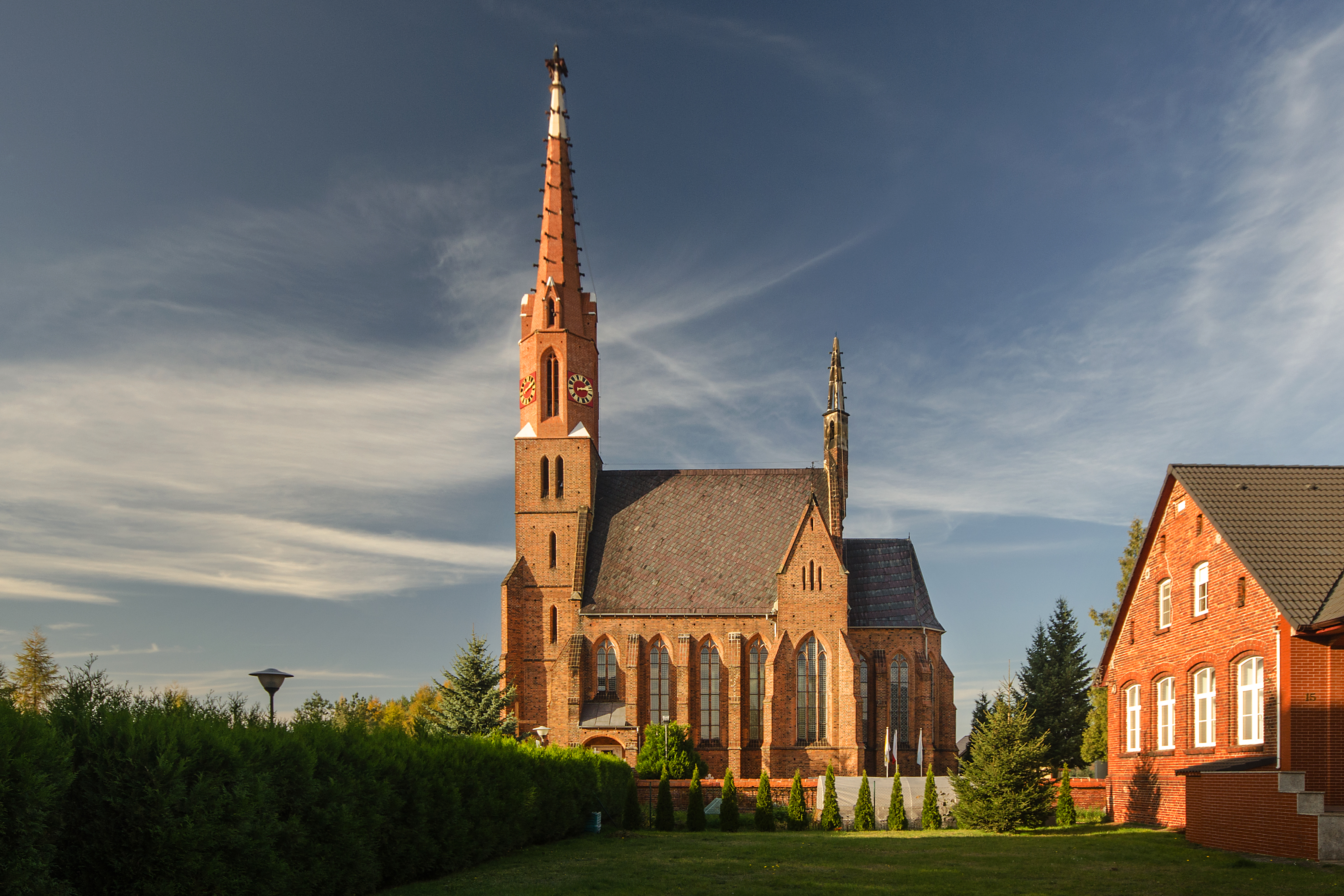
Kościół Niepokalanego Poczęcia Najświętszej Maryi Panny

Do wojewódzkiego rejestru zabytków wpisany jest
- Kościół Niepokalanego Poczęcia Najświętszej Maryi Panny, z 1869 roku (A/1185/665/W z 08.05.1992)

Według wojewódzkiego rejestru zabytków na listę zabytków wpisane są:
- zespół plebanii (ul. Wrocławska 9)
- cmentarz poewangelicki na południowo-wschodnim krańcu wsi
- klasztor ss. Józefitek (ul. Wrocławska 14)
- szkoła podstawowa, dawniej szkoła parafialna (ul. Wrocławska)
- budynki mieszkalne (ul. Polna 1, ul. Wrocławska: 5, 7, 12, 15, 16, 22, 46, 49, 53, 55, 65, 74, 80, 82, 89, 100, 129)
- budynki gospodarcze (ul. Wrocławska 7, 12, 51)
- dom mieszkalno-przemysłowy (ul. Wrocławska 26/28)
- budynek mieszkalno-gospodarczy (ul. Wrocławska 78)
- zabytek archeologiczny - ślad osadnictwa, kultura łużycka, okres halsztacki (1/3/80-31 AZP)
- zabytek archeologiczny - osada, XV-XVI wiek, 22 skorupy bez lokalizacji (2/4/80-31 AZP)

## Instytucje gminne
- Zespół Szkół (Szkoła Podstawowa im. Piastów Śląskich i Publiczne Gimnazjum Nr 3), ul. Wrocławska 19[12]
- Gminna Biblioteka Publiczna w Czernicy - filia nr 2 w Chrząstawie Wielkiej, ul. Wrocławska 19[13]

## Kościoły
- Rzymsko-katolicki Kościół Niepokalanego Poczęcia Najświętszej Maryi Panny należący do parafii Niepokalanego Poczęcia Najświętszej Maryi Panny w Chrząstawie Wielkiej[14].

## Zgromadzenia zakonne
- Zgromadzenie Sióstr św. Elżbiety (ul. Wrocławska 9)[9]

## Szlaki turystyczne
- Szlak dookoła Wrocławia im. doktora Bronisława Turonia[15]

## Komunikacja
- Linia nr 845: kursująca codziennie do Wrocławia przez Nadolice Wielkie
- Linia nr 855: kursująca codziennie do Wrocławia przez Kamieniec Wrocławski[16]
- Linia nr Z1: kursująca codziennie do Łan
- przystanek kolejowy relacji Jelcz-Laskowice - Wrocław Główny